# Oka
Die Oka (russisch Ока́) ist ein 1480 km langer rechter Nebenfluss der Wolga im europäischen Teil Russlands.
Sie ist nach der Kama der zweitgrößte und der größte rechte Nebenfluss der Wolga.

## Flusslauf
Die Oka entspringt auf der Mittelrussischen Platte beim Dorf Alexandrowka südlich von Orjol. Sie fließt zunächst nach Norden durch die Oblaste Orjol, Tula und Kaluga. Nach der Einmündung der Ugra wendet sie sich kurz vor Kaluga nach Osten. Etwa zwischen Alexin und Protwino folgt die Grenze zwischen den Oblasten Tula und Kaluga weitgehend dem Lauf des Flusses.
Anschließend fließt sie durch die Oblast Moskau, wo sie die Moskwa aufnimmt, und weiter stark mäandrierend in südöstliche und östliche Richtungen durch die Oblast Rjasan. Ab Schilowo verläuft sie in vorwiegend nördlicher und nordöstlicher Richtung.
Nachdem sie für wenige Kilometer den Südosten der Oblast Wladimir durchflossen hat, markiert sie für einen längeren Abschnitt die Grenze zwischen den Oblasten Wladimir und Nischni Nowgorod. Anschließend wendet sie sich wiederum nach Osten und mündet in Nischni Nowgorod in der gleichnamigen Oblast in die Wolga.

## Schiffbarkeit und Nutzung als Verkehrsweg
Die Oka ist auf einer Länge von 1200 km ab Serpuchow schiffbar. Mehrere Schleusen unterhalb der Einmündung der Moskwa garantieren die Schiffbarkeit zumindest bis Kolomna auch während niedrigen Wasserstands. Bis in die 1960er-Jahre war die Oka während der Frühlingshochwasser bis Orjol schiffbar.
Die Oka ist über die Wolga mit dem Kaspischen Meer und über die Moskwa, den Moskaukanal und den Wolga-Ostsee-Kanal mit der Ostsee verbunden. Über den vom Wolga-Ostsee-Kanal nach Norden abzweigenden Weißmeer-Ostsee-Kanal besteht eine Verbindung mit dem Weißen Meer. Schließlich besteht eine Verbindung über den Wolga-Don-Kanal und den Don mit dem Schwarzen Meer und damit dem Mittelmeer.

## Nebenflüsse
Die wichtigsten Nebenflüsse der Oka sind die Kljasma und die Moskwa von links sowie die Mokscha und die Upa von rechts.

## Städte und Sehenswürdigkeiten
Die größten Städte an der Oka sind Orjol, Kaluga, Alexin, Serpuchow, Stupino, Kolomna, Rjasan, Kassimow, Murom, Pawlowo, Dserschinsk und Nischni Nowgorod.
Viele historisch und kulturell bedeutsame Sehenswürdigkeiten liegen an den Ufern der Oka, u. a. die Klöster und Kirchen von Murom, islamische und russisch-orthodoxe Sakralbauten in Kassimow, die befestigten Kreml in Kolomna und Serpuchow und die historischen Altstädte von Rjasan und Nischni Nowgorod.
Das Geburtshaus des Dichters Sergei Jessenin in Konstantinowo (Oblast Rjasan) kann ebenso besichtigt werden wie ein Museum zu Ehren des Malers und Pädagogen Wassili Polenow in Saokski (Oblast Tula).
Eine weitere Sehenswürdigkeit ist der NIGRES-Stromleitungsmast an der Oka.

## Namensherkunft und Geschichte
Es wird vermutet, dass der Ursprung des Namens entweder vom litauischen Wort aka („Quelle“) oder dem finnischen Wort joki („Fluss“) kommt, da vor der Besiedlung durch Russen die oberen Regionen der Oka von baltischen Stämmen, wie den Goljad und die untere Oka von finnischen Stämmen, wie den Meschtscheren, Merja und Muroma bevölkert waren.
Am Oberlauf der Oka befanden sich im Zeitalter der feudalen Zersplitterung der Rus die Obere-Oka-Fürstentümer, die aus dem Fürstentum Tschernigow hervorgegangen waren. Im mittleren und unteren Lauf lagen die Fürstentümer Rjasan und Wladimir-Susdal. 1221 gründete Großfürst Juri II. von Wladimir Nischni Nowgorod, um die strategisch wichtige Mündung der Oka in die Wolga zu schützen. Beide Fürstentümer gerieten im 13. Jahrhundert in den Herrschaftsbereich der Goldenen Horde unter Batu Khan.
Wladimir-Susdal zerfiel in mehrere konkurrierende Fürstentümer, unter anderem das aufstrebende Fürstentum Moskau, das sich nach und nach die anderen Gebiete an der mittleren und unteren Oka einverleibte. Nach dem Ende des mongolisch-tatarischen Einflusses 1480 wurde auch das Fürstentum Rjasan 1521 vom mittlerweile zum Großfürstentum aufgestiegenen Moskau annektiert. Die Oka bildete im 16. Jahrhundert die Südgrenze Russlands zum sogenannten Wilden Feld und diente als eine der wenigen natürlichen Barrieren gegen die Einfälle der Krimtataren und anderer Reiternomaden. Entlang der Oka wurden zahlreiche Festungen und Wehranlagen errichtet (siehe russische Verhaulinie), bevor sich die Grenze weiter nach Süden verlagerte. Der Wachdienst gegen die Tatarenüberfälle hieß im 16. Jahrhundert beregowaja sluschba (Uferdienst). Dieser Begriff bezog sich auf das Nordufer der Oka.

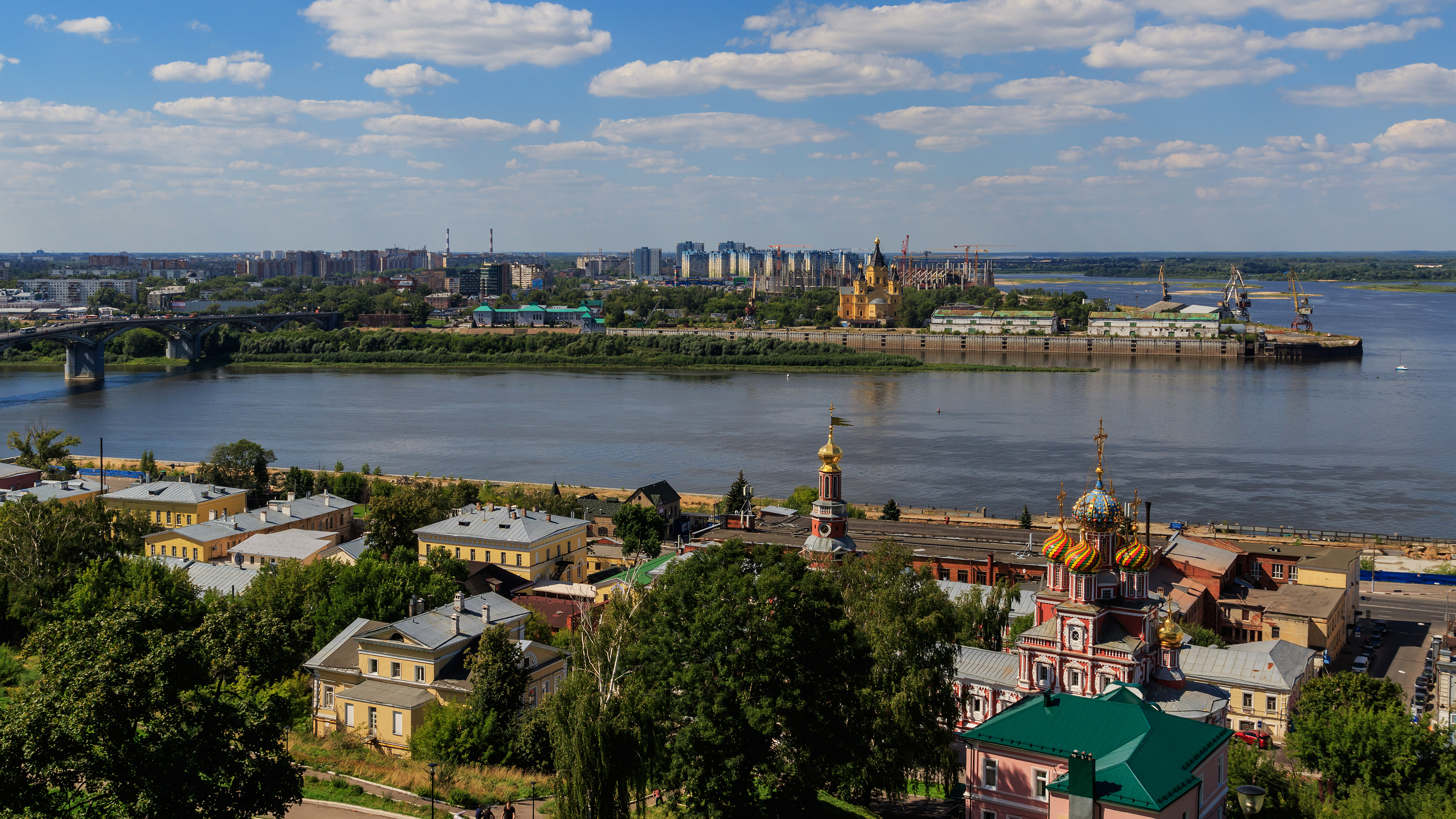
Die Oka in Nischni Nowgorod, rechts im Bild die Mündung in die Wolga
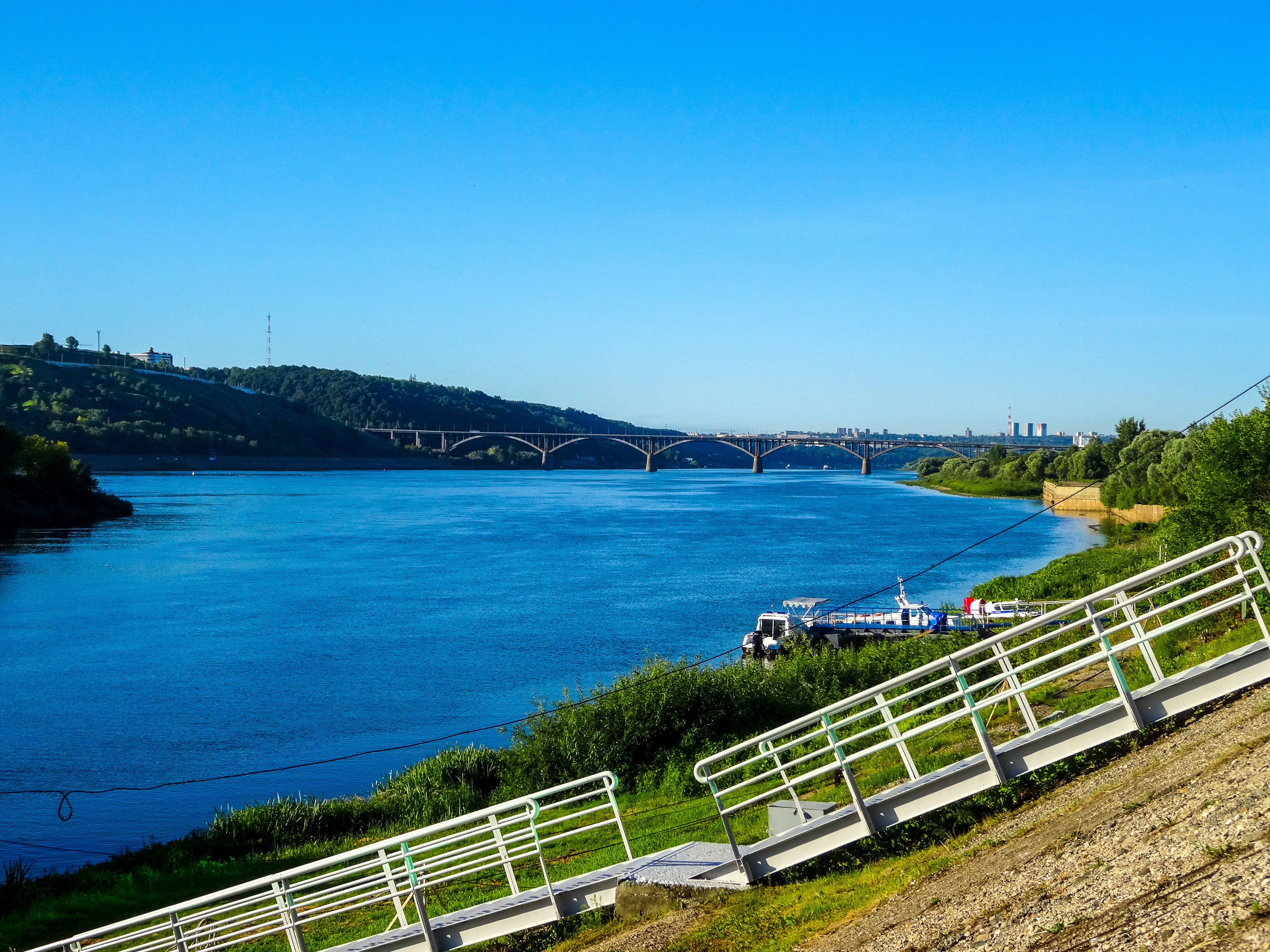
Blick auf die Molitovsky-Brücke in Nischni Nowgorod vom Ufer des Oka. Juli 2014